# Corbu (okręg Aluta)
Corbu – wieś w Rumunii, w okręgu Aluta, w gminie Corbu. W 2011 roku liczyła 1249 mieszkańców.